# Kirgizisztán a 2004. évi nyári olimpiai játékokon
Kirgizisztán a görögországi Athénban megrendezett 2004. évi nyári olimpiai játékok egyik részt vevő nemzete volt. Az országot az olimpián 9 sportágban 29 sportoló képviselte, akik érmet nem szereztek.

## Atlétika
Férfi
| Versenyző        | Versenyszám | Eredmény | Helyezés |
| ---------------- | ----------- | -------- | -------- |
| Valerij Piszarev | Maraton     | 2:40,10  | 79.      |

Női
| Versenyző           | Versenyszám | Előfutam | Előfutam | Előfutam | Negyeddöntő | Negyeddöntő | Negyeddöntő | Elődöntő | Elődöntő | Elődöntő | Döntő         | Döntő         |
| Versenyző           | Versenyszám | Idő      | Hely.    | Össz.    | Idő         | Hely.       | Össz.       | Idő      | Hely.    | Össz.    | Idő           | Helyezés      |
| ------------------- | ----------- | -------- | -------- | -------- | ----------- | ----------- | ----------- | -------- | -------- | -------- | ------------- | ------------- |
| Jelena Bobrovszkaja | 100 m       | 11,76    | 6.       | 43.      | kiesett     | kiesett     | kiesett     | kiesett  | kiesett  | kiesett  | kiesett       | kiesett       |
| Okszana Lunyeva     | 400 m       | 52,94    | 6.       | 33.      |             |             |             | kiesett  | kiesett  | kiesett  | kiesett       | kiesett       |
| Tatyjana Boriszova  | 1500 m      | 4:13,36  | 14.      | 36.      |             |             |             | kiesett  | kiesett  | kiesett  | kiesett       | kiesett       |
| Galina Pedan        | 400 m gát   | 59,02    | 7.       | 31.      |             |             |             | kiesett  | kiesett  | kiesett  | kiesett       | kiesett       |
| Irina Bogacseva     | Maraton     |          |          |          |             |             |             |          |          |          | nem ért célba | nem ért célba |

| Versenyző          | Versenyszám | Selejtező | Selejtező | Döntő    | Döntő    |
| Versenyző          | Versenyszám | Eredmény  | Helyezés  | Eredmény | Helyezés |
| ------------------ | ----------- | --------- | --------- | -------- | -------- |
| Tatyjana Jefimenko | Magasugrás  | 189 cm    | 23.*      | kiesett  | kiesett  |

* - két másik versenyzővel azonos eredményt ért el

## Birkózás

### Férfi
Kötöttfogású
| Versenyző           | Versenyszám | Csoportkör                                                                                       | Csoportkör | Negyeddöntő                  | Elődöntő          | Bronz- mérkőzés                       | Döntő             | Helyezés |
| Versenyző           | Versenyszám | Ellenfél Eredmény                                                                                | Hely.      | Ellenfél Eredmény            | Ellenfél Eredmény | Ellenfél Eredmény                     | Ellenfél Eredmény | Helyezés |
| ------------------- | ----------- | ------------------------------------------------------------------------------------------------ | ---------- | ---------------------------- | ----------------- | ------------------------------------- | ----------------- | -------- |
| Uran Kalilov        | 55 kg       | G csoport · Artyom Kjuregjan (GRE) · TUS · Håkan Nyblom (DEN) · 0-3 · Seng Csiang (CHN) · 3-3 PP | 4.         | kiesett                      | kiesett           | kiesett                               | kiesett           | 18.      |
| Kanat Begalijev     | 66 kg       | D csoport · Moises Sánchez (ESP) · 9-1 · Parviz Zejdvand (IRI) · 0-5                             | 2.         | kiesett                      | kiesett           | kiesett                               | kiesett           | 11.      |
| Danyijar Kobonov    | 74 kg       | B csoport · Marko Yli-Hannukse (FIN) · 0-4 · Nagata Kacuhiko (JPN) · 3-2                         | 2.         | kiesett                      | kiesett           | kiesett                               | kiesett           | 14.      |
| Zsanarbek Kenzsejev | 84 kg       | F csoport · Ara Abrahamian (SWE) · 2-4 · Macumoto Singo (JPN) · 1-7 · Bátky Attila (SVK) · 1-3   | 4.         | kiesett                      | kiesett           | kiesett                               | kiesett           | 13.      |
| Gennagyij Cshaidze  | 96 kg       | C csoport · Kalojan Dincsev (BUL) · 5-2 · John Tarkong, Jr. (PLW) · 10-0                         | 1.         | Maszud Hásemzáde (IRI) · 1-3 |                   | 5. helyért · Ernesto Pena (CUB) · 0-4 |                   | 5.       |

Szabadfogású
| Versenyző           | Versenyszám | Csoportkör                                                                                         | Csoportkör | Negyeddöntő       | Elődöntő          | Bronz- mérkőzés   | Döntő             | Helyezés |
| Versenyző           | Versenyszám | Ellenfél Eredmény                                                                                  | Hely.      | Ellenfél Eredmény | Ellenfél Eredmény | Ellenfél Eredmény | Ellenfél Eredmény | Helyezés |
| ------------------- | ----------- | -------------------------------------------------------------------------------------------------- | ---------- | ----------------- | ----------------- | ----------------- | ----------------- | -------- |
| Ulan Nadirbek Uulu  | 60 kg       | A csoport · Vaszil Fedorisin (UKR) · 3-5 · Wöller Gergő (HUN) · 3-0                                | 2.         | kiesett           | kiesett           | kiesett           | kiesett           | 12.      |
| Alekszej Krupnyakov | 96 kg       | B csoport · Magamed Ibragimov (UZB) · 0-3 · Kraszimir Kocsev (BUL) · 3-2                           | 2.         | kiesett           | kiesett           | kiesett           | kiesett           | 15.      |
| Jurij Mildzihov     | 120 kg      | E csoport · Marid Mutalimov (KAZ) · 2-3 · Kerry McCoy (USA) · 0-4 · Francesco Petta (ITA) · 0-4 PA | 4.         | kiesett           | kiesett           | kiesett           | kiesett           | 16.      |

PP - döntő fölény

PA - visszalépett (birói döntéssel 0-4)

## Cselgáncs
Férfi
| Versenyző       | Versenyszám | Selejtező         | 32-es főtábla                  | Nyolcaddöntő      | Negyeddöntő       | Elődöntő          | Vigaszág első kör | Vigaszág negyeddöntő | Vigaszág elődöntő | Bronz- mérkőzés   | Döntő             | Helyezés    |
| Versenyző       | Versenyszám | Ellenfél Eredmény | Ellenfél Eredmény              | Ellenfél Eredmény | Ellenfél Eredmény | Ellenfél Eredmény | Ellenfél Eredmény | Ellenfél Eredmény    | Ellenfél Eredmény | Ellenfél Eredmény | Ellenfél Eredmény | Helyezés    |
| --------------- | ----------- | ----------------- | ------------------------------ | ----------------- | ----------------- | ----------------- | ----------------- | -------------------- | ----------------- | ----------------- | ----------------- | ----------- |
| Erkin Ibragimov | Váltósúly   |                   | Richard Hawn (USA) · 0001-0010 | kiesett           | kiesett           | kiesett           |                   |                      |                   |                   |                   | helyezetlen |

## Kerékpározás

### Országúti kerékpározás
Férfi
| Versenyző        | Versenyszám   | Idő                   | Helyezés      |
| ---------------- | ------------- | --------------------- | ------------- |
| Jevgenyij Vakker | Mezőnyverseny | nem ért célba         | nem ért célba |
| Jevgenyij Vakker | Időfutam      | 1:01:21,10 (+3:49,36) | 24.           |

## Ökölvívás
| Versenyző            | Versenyszám | Selejtező                     | Nyolcaddöntő      | Negyeddöntő       | Elődöntő          | Döntő             | Helyezés |
| Versenyző            | Versenyszám | Ellenfél Eredmény             | Ellenfél Eredmény | Ellenfél Eredmény | Ellenfél Eredmény | Ellenfél Eredmény | Helyezés |
| -------------------- | ----------- | ----------------------------- | ----------------- | ----------------- | ----------------- | ----------------- | -------- |
| Ajbek Abdimomunov    | Harmatsúly  | Mehrullah Lassi (PAK) · 22-36 | kiesett           | kiesett           | kiesett           | kiesett           | 17.      |
| Aszülbek Talaszbajev | Pehelysúly  | Luis Franco (CUB) · 15-32     | kiesett           | kiesett           | kiesett           | kiesett           | 17.      |

## Öttusa
| Versenyző           | Versenyszám | Lövészet | Lövészet | Lövészet | Vívás    | Vívás | Vívás | Úszás   | Úszás | Úszás | Lovaglás | Lovaglás | Lovaglás | Lovaglás | Futás    | Futás | Futás | Összesen    | Összesen |
| Versenyző           | Versenyszám | Pontszám | Pont     | Hely.    | Eredmény | Pont  | Hely. | Idő     | Pont  | Hely. | Idő      | Hibapont | Pont     | Hely.    | Idő      | Pont  | Hely. | Összes pont | Helyezés |
| ------------------- | ----------- | -------- | -------- | -------- | -------- | ----- | ----- | ------- | ----- | ----- | -------- | -------- | -------- | -------- | -------- | ----- | ----- | ----------- | -------- |
| Pavel Uvarov        | Férfi       | 181      | 1108     | 8.       | 10-21    | 664   | 31.*  | 2:13,26 | 1204  | 27.   | 1:13,07  | 140      | 1060     | 17.      | 10:05,95 | 980   | 21.   | 5016        | 22.      |
| Ljudmila Szirotkina | Női         | 168      | 952      | 23.      | 14-17    | 776   | 19.** | 2:26,92 | 1160  | 20.   | 1:08,94  | 56       | 1144     | 7.       | 11:46,95 | 896   | 26.   | 4928        | 23.      |

* - egy másik versenyzővel azonos eredményt ért el

** - két másik versenyzővel azonos eredményt ért el

## Sportlövészet
Férfi
| Versenyző            | Versenyszám           | Selejtező | Selejtező | Döntő   | Döntő    |
| Versenyző            | Versenyszám           | Pont      | Helyezés  | Pont    | Helyezés |
| -------------------- | --------------------- | --------- | --------- | ------- | -------- |
| Alekszandr Babcsenko | Légpuska              | 588       | 33.*      | kiesett | kiesett  |
| Alekszandr Babcsenko | Sportpuska, fekvő     | 591       | 24.**     | kiesett | kiesett  |
| Alekszandr Babcsenko | Sportpuska, összetett | 1130      | 40.       | kiesett | kiesett  |

* - egy másik versenyzővel azonos eredményt ért el

** - hét másik versenyzővel azonos eredményt ért el

## Súlyemelés
Férfi
| Versenyző        | Versenyszám | Szakítás | Szakítás | Lökés    | Lökés    | Összesen | Helyezés |
| Versenyző        | Versenyszám | Eredmény | Helyezés | Eredmény | Helyezés | Összesen | Helyezés |
| ---------------- | ----------- | -------- | -------- | -------- | -------- | -------- | -------- |
| Ulan Moldodoszov | 85 kg       | 150,0    | 14.      | 192,5    | 10.      | 342,5    | 11.      |

## Úszás
Férfi
| Versenyző          | Versenyszám | Előfutam | Előfutam | Előfutam | Elődöntő | Elődöntő | Elődöntő | Döntő   | Döntő    |
| Versenyző          | Versenyszám | Idő      | Hely.    | Össz.    | Idő      | Hely.    | Össz.    | Idő     | Helyezés |
| ------------------ | ----------- | -------- | -------- | -------- | -------- | -------- | -------- | ------- | -------- |
| Szemjon Danyilov   | 50 m gyors  | 26,61    | 8.       | 66.*     | kiesett  | kiesett  | kiesett  | kiesett | kiesett  |
| Ruszlan Iszmailov  | 200 m gyors | 2:01,53  | 3.       | 59.      | kiesett  | kiesett  | kiesett  | kiesett | kiesett  |
| Vaszilij Danyilov  | 400 m gyors | 4:15,32  | 5.       | 44.      |          |          |          | kiesett | kiesett  |
| Jurij Zaharov      | 200 m hát   | 2:10,45  | 4.       | 36.      | kiesett  | kiesett  | kiesett  | kiesett | kiesett  |
| Jevgenyij Petrasov | 100 m mell  | 1:07,78  | 7.       | 55.      | kiesett  | kiesett  | kiesett  | kiesett | kiesett  |
| Anton Kramarenko   | 200 m mell  | 2:28,59  | 7.       | 46.      | kiesett  | kiesett  | kiesett  | kiesett | kiesett  |

* - egy másik versenyzővel azonos időt ért el